# Anna Bulyguina
Anna Alexéyevna Bulyguina –en ruso, Анна Алексеевна Булыгина– (Salejard, 11 de enero de 1984) es una deportista rusa que compitió en biatlón. Ganó una medalla de oro en el Campeonato Mundial de Biatlón de 2009, en la prueba por relevos.

## Palmarés internacional
| Campeonato Mundial | Campeonato Mundial          | Campeonato Mundial | Campeonato Mundial |
| Año                | Lugar                       | Medalla            | Prueba             |
| ------------------ | --------------------------- | ------------------ | ------------------ |
| 2009               | Pyeongchang (Corea del Sur) | Medalla de oro     | Relevo             |